# Roscoea auriculata
Roscoea auriculata är en enhjärtbladig växtart som beskrevs av Karl Moritz Schumann. Roscoea auriculata ingår i släktet Roscoea och familjen Zingiberaceae. Inga underarter finns listade i Catalogue of Life.

## Bildgalleri

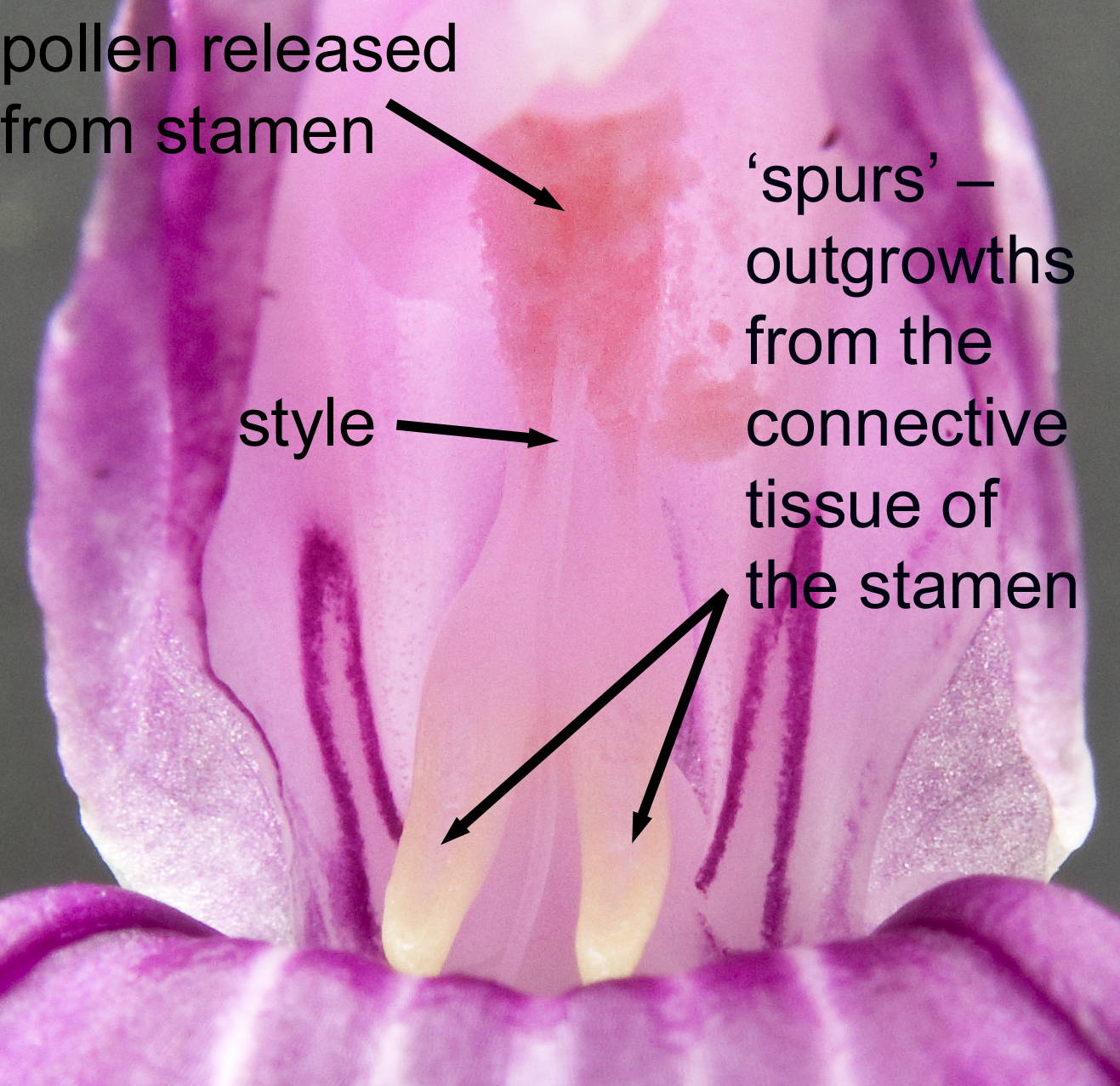
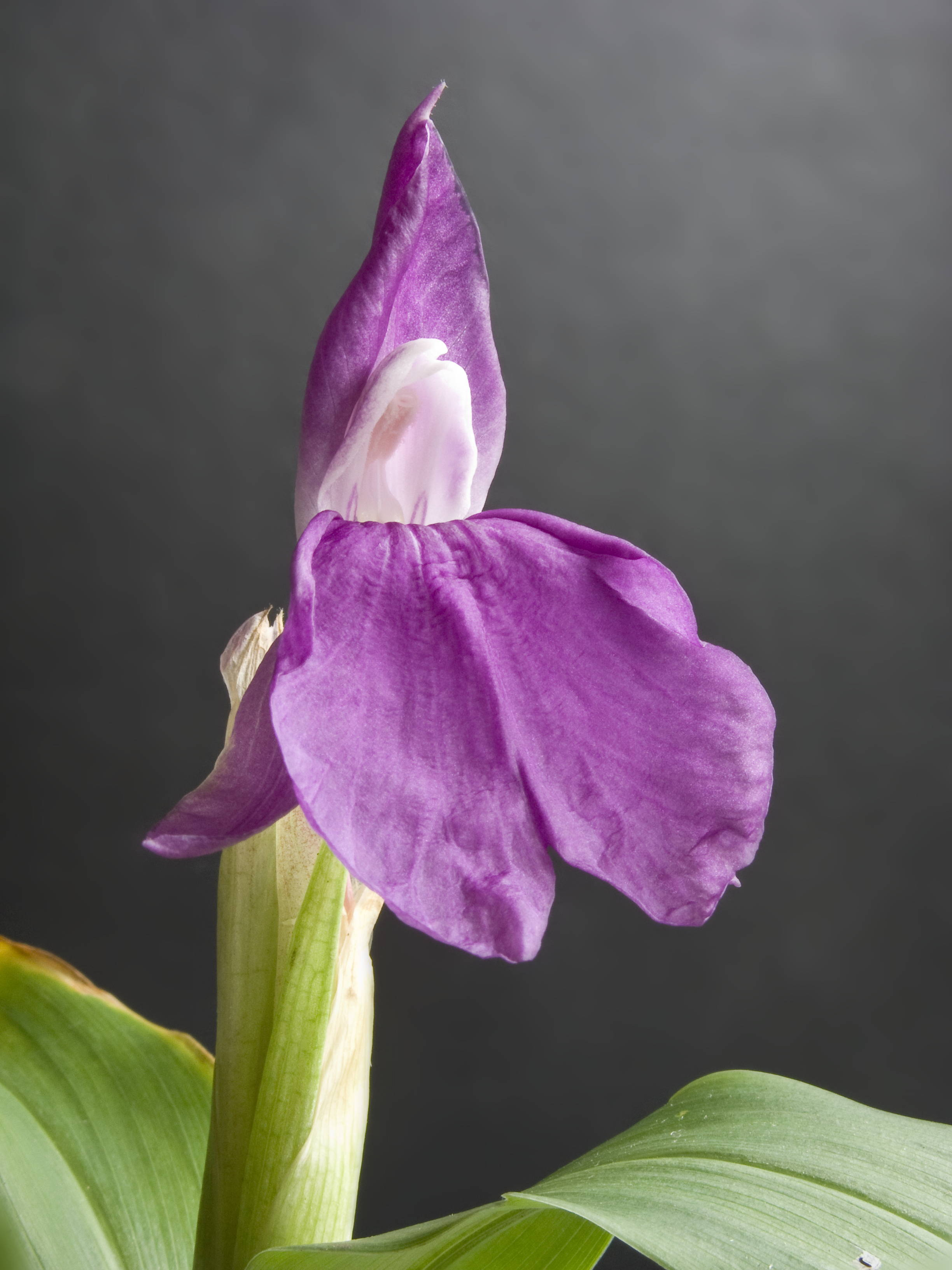
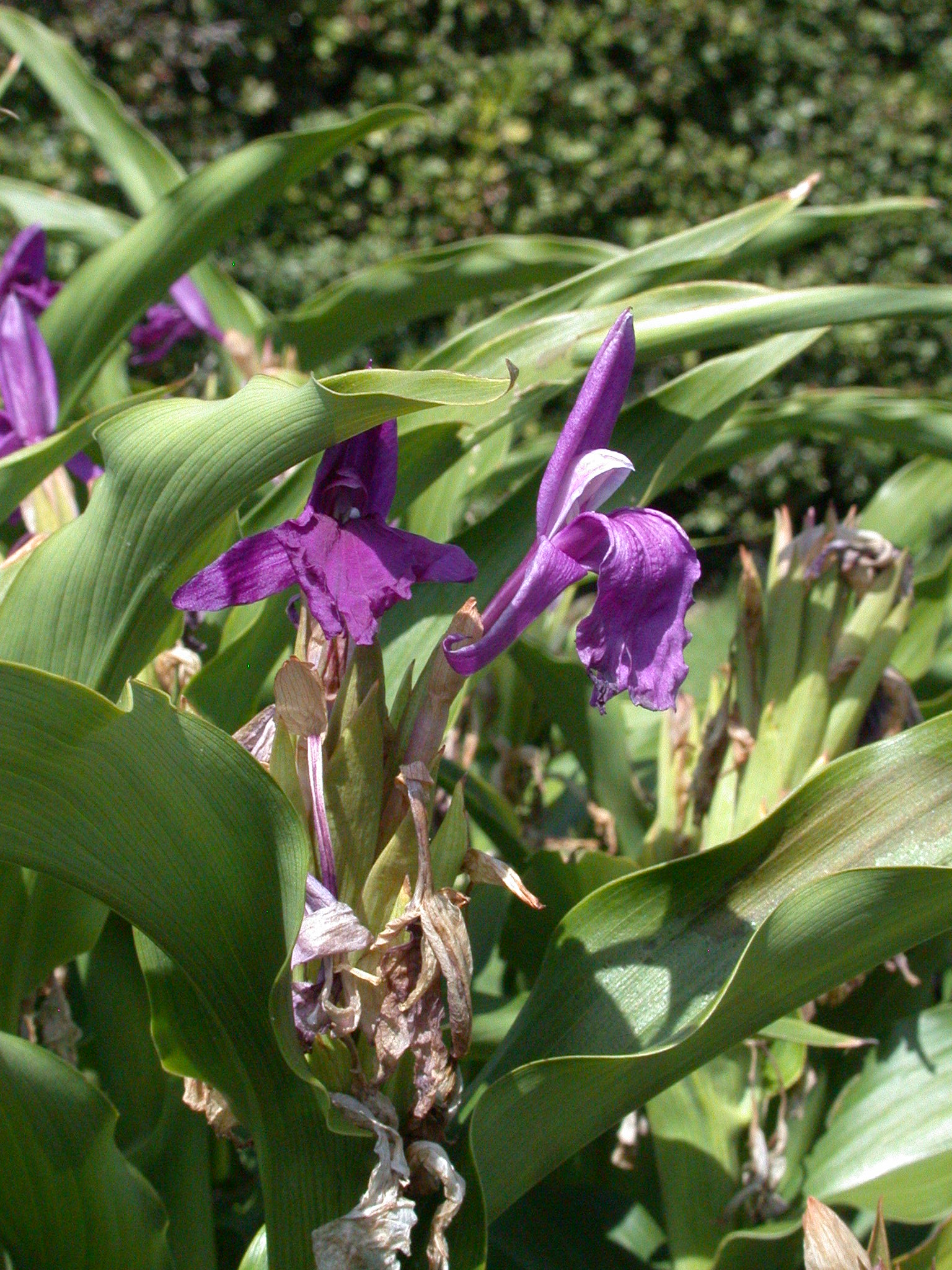